# Mérignac (Charente)
Mérignac é uma comuna francesa na região administrativa da Nova Aquitânia, no departamento de Charente. Estende-se por uma área de 18,51 km². Em 2010 a comuna tinha 856 habitantes (densidade: 46,2 hab./km²).